# Ломбарди (Тренто)
Ломбарди (итал. Lombardi) је насеље у Италији у округу Тренто, региону Трентино-Јужни Тирол.
Према процени из 2011. у насељу је живело 13 становника. Насеље се налази на надморској висини од 427 м.